# Burey
Burey ist eine französische Gemeinde mit 402 Einwohnern (Stand: 1. Januar 2022) im Département Eure in der Region Normandie (vor 2016 Haute-Normandie). Sie gehört zum Arrondissement Évreux und zum Kanton Conches-en-Ouche sowie zum Gemeindeverband Pays de Conches. Die Einwohner werden Bureyois genannt.

## Geografie
Burey liegt etwa 16 Kilometer westsüdwestlich des Stadtzentrums von Évreux. Umgeben wird Burey von den Nachbargemeinden Faverolles-la-Campagne im Norden, Portes im Norden und Nordosten, Saint-Élier im Osten, Conches-en-Ouche im Süden sowie Louversey im Westen.

## Bevölkerungsentwicklung
| Jahr      | 1962 | 1968 | 1975 | 1982 | 1990 | 1999 | 2006 | 2016 |
| Einwohner | 119  | 130  | 144  | 180  | 232  | 245  | 309  | 398  |

Quelle: INSEE